# William Monahan
William J. Monahan (Boston, 3 november 1960) is een Amerikaans scenarioschrijver en filmregisseur. In 2007 won hij een Oscar voor het script van The Departed (2006).

## Biografie
William Monahan werd in 1960 geboren in Dorchester, een buurt in de Amerikaanse stad Boston (Massachusetts). Hij studeerde Engelse literatuur aan de Universiteit van Massachusetts in Amherst.

## Carrière
Na zijn studies verhuisde Monahan naar New York, waar hij schreef voor tijdschriften als New York Press, Talk, Maxim en Spy.
Eind jaren '90 schreef hij de roman Light House: A Trifle (2000). Het boek ontving positieve recensies en de filmrechten werden al eind jaren '90 aan Warner Brothers verkocht. Monahan werd door de studio ingeschakeld om het script te schrijven, maar het filmproject kwam nooit van de grond, waarop hij de filmrechten uiteindelijk terugkocht.
Ook in de daaropvolgende jaren bleef hij in Hollywood actief als scenarioschrijver. In 2001 werd zijn spec script Tripoli, over de Eerste Barbarijse Oorlog, gekocht door 20th Century Fox. Ridley Scott werd door de studio overwogen als regisseur, maar besloot uiteindelijk om samen met Monahan de ridderfilm Kingdom of Heaven (2005) te maken.
Nadien werd hij door Plan B Entertainment ingeschakeld om een remake van de Hongkongse misdaadfilm Infernal Affairs (2002) te schrijven. Voor de Amerikaanse remake, getiteld The Departed (2006), verhuisde Monahan het verhaal naar zijn thuisstad Boston. De film, die geregisseerd werd door Martin Scorsese, won vier Oscars, waaronder die voor beste film en beste bewerkte scenario.
In 2006 sloot Monahan een productiedeal met Warner Brothers. Twee jaar later werkte hij voor de studio opnieuw samen met Ridley Scott, ditmaal aan de actiethriller Body of Lies (2008). In 2010 maakte hij met de misdaadfilm London Boulevard zijn regiedebuut.
In de daaropvolgende jaren werkte hij mee aan onder meer de scripts van de misdaadthrillers Edge of Darkness (2014) en Sin City: A Dame to Kill For (2014). In 2014 schreef hij ook het script voor een remake van The Gambler (1974). In 2015 schreef en regisseerde hij de misdaadthriller Mojave. De film was geen succes en ontving overwegend negatieve recensies.

### Overige projecten
Van 2002 tot 2003 schreef Monahan in dienst van producent Steven Spielberg een script voor een vierde Jurassic Park-film. Het project sleepte jaren aan en werd na Monahans versie nog door verschillende scenaristen herschreven en bewerkt, en uiteindelijk pas in 2015 verfilmd onder de titel Jurassic World.
Na de productie van Kingdom of Heaven (2005) toonden Monahan en Ridley Scott interesse in een verfilming van Cormac McCarthy's westernroman Blood Meridian (1985). Ondanks de financiële steun van Paramount Pictures kwam het project niet van de grond. Volgens Scott was er een script, maar was het verhaal te gewelddadig om te verfilmen.
Monahan schreef voor regisseur Joseph Kosinski ook de eerste versie van het script van de sciencefictionfilm Oblivion (2013). Zijn versie werd later herschreven door Karl Gajdusek en Michael Arndt, waardoor Monahan geen officiële credit voor de film kreeg.

## Filmografie
| Jaar | Titel                        | Regisseur | Scenarist |
| ---- | ---------------------------- | --------- | --------- |
| 2005 | Kingdom of Heaven            |           |           |
| 2006 | The Departed                 |           |           |
| 2008 | Body of Lies                 |           |           |
| 2010 | Edge of Darkness             |           |           |
| 2010 | London Boulevard             |           |           |
| 2014 | Sin City: A Dame to Kill For |           |           |
| 2014 | The Gambler                  |           |           |
| 2015 | Mojave                       |           |           |

## Prijzen
| Film                | Prijs           | Categorie               | Uitslag     |
| ------------------- | --------------- | ----------------------- | ----------- |
| The Departed (2006) | Academy Award   | Beste bewerkte scenario | Gewonnen    |
| The Departed (2006) | Golden Globe    | Beste bewerkte scenario | Genomineerd |
| The Departed (2006) | BAFTA           | Beste bewerkte scenario | Genomineerd |
| The Departed (2006) | WGA Award       | Beste bewerkte scenario | Gewonnen    |
| The Departed (2006) | Satellite Award | Beste bewerkte scenario | Gewonnen    |